# Revens

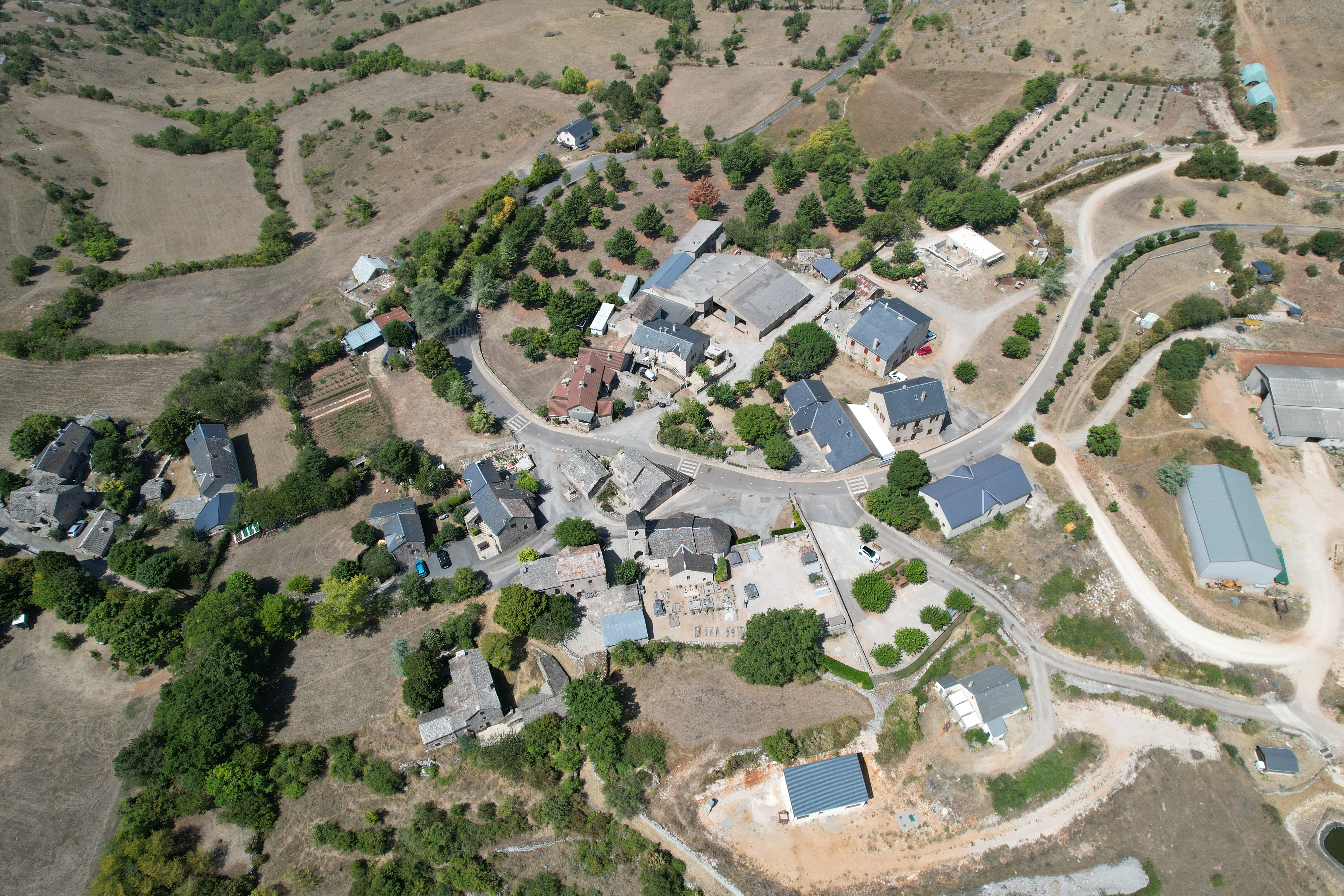
Vue aérienne de Revens

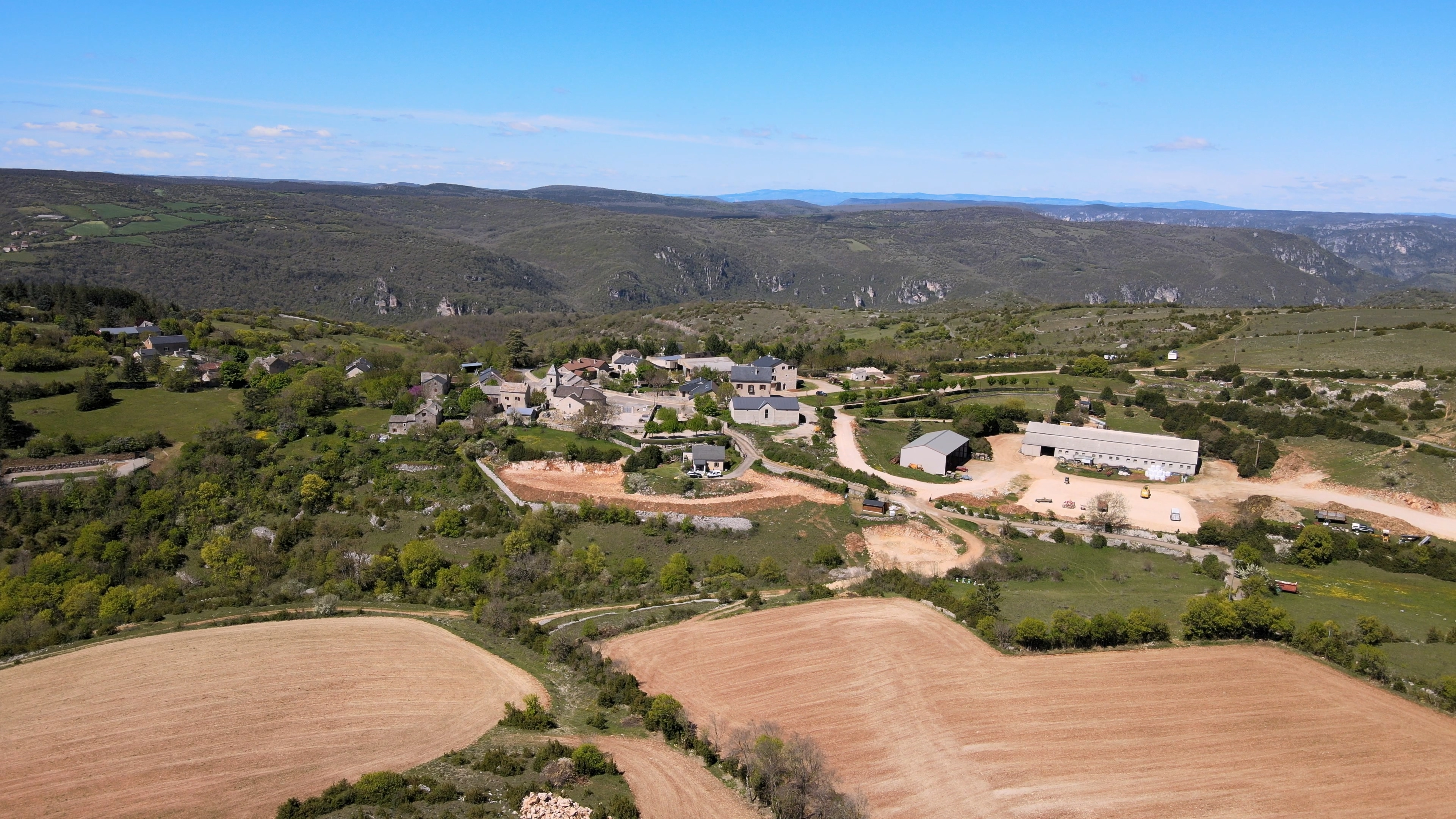
Vue aérienne du bourg de Revens.

Revens est une commune française située à l'extrémité ouest du département du Gard, en région Occitanie.
Exposée à un climat de montagne, elle est drainée par la Dourbie, le ruisseau de Garène et par divers autres petits cours d'eau. La commune possède un patrimoine naturel remarquable : trois sites Natura 2000 (Les « gorges de la Dourbie », Les « gorges de la Dourbie et causses avoisinants » et le « causse Noir ») et deux zones naturelles d'intérêt écologique, faunistique et floristique.
Revens est une commune rurale qui compte 31 habitants en 2022, après avoir connu un pic de population de 291 habitants en 1836. Ses habitants sont appelés les Revenois ou  Revenoises.

## Géographie

### Généralités
- 1Carte dynamique
- 2Carte OpenStreetMap
- 3Carte topographique
- 4Carte avec les communes environnantes

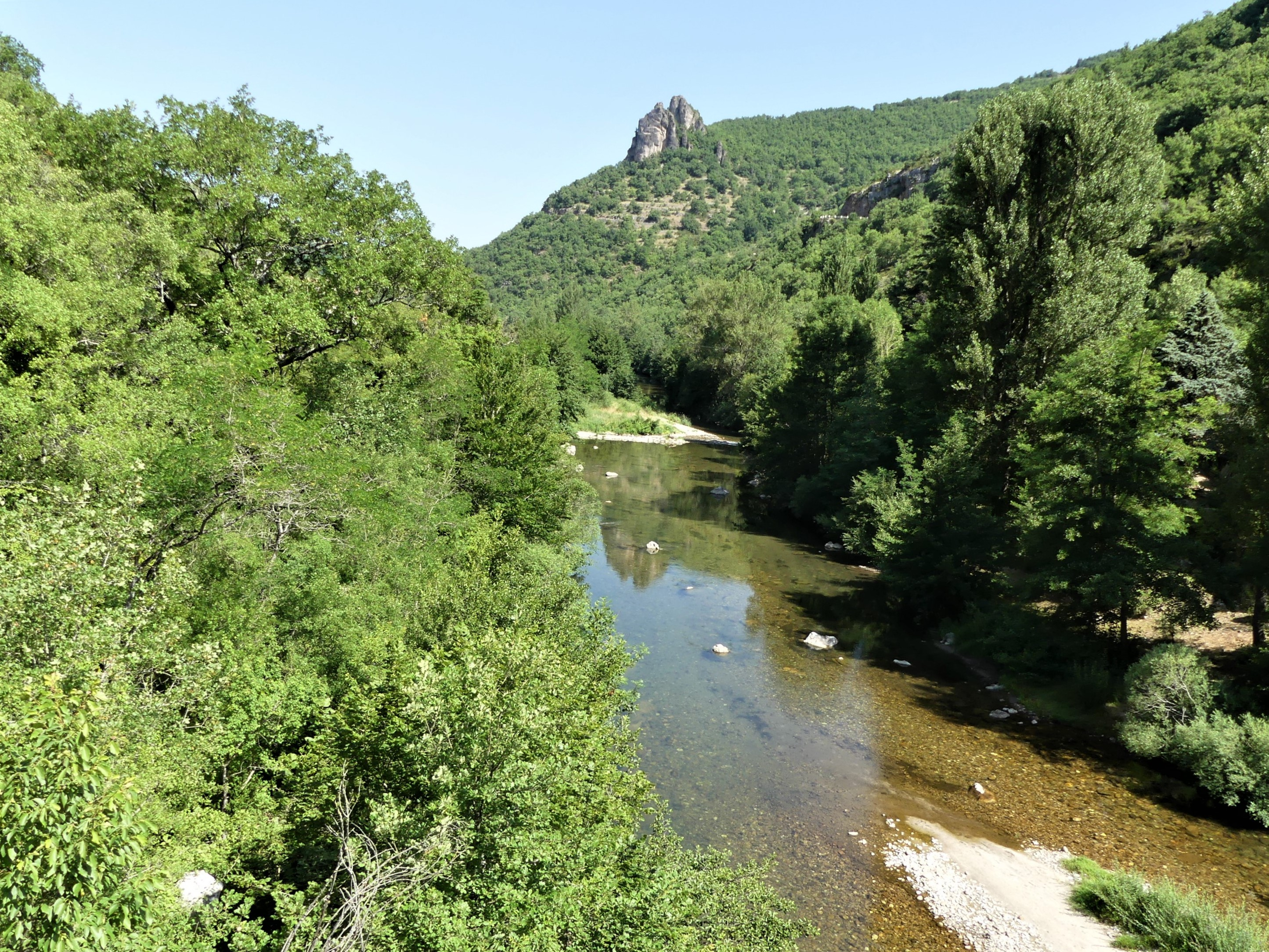
Les gorges de la Dourbie au pont de Gardies, entre Revens (à droite) et Nant (à gauche).

Située à l'extrémité ouest du causse Noir avant que celui-ci ne tombe en falaises abruptes dans les gorges de la Dourbie, Revens est la commune la plus occidentale du département du Gard, au sein d'un paysage sévère et rude, typique des Grands Causses. Elle est limitrophe du département de l'Aveyron.
Le territoire communal de Revens s'étend sur 13,85 km2, en bordure extérieure du parc naturel régional des Grands Causses. À l'ouest, les gorges de la Dourbie, hautes de 250 à 350 mètres, marquent la limite communale et départementale sur plus de cinq kilomètres. Au nord, son affluent, le ruisseau de Garène en fait autant sur neuf kilomètres, au sein de gorges hautes de 100 à 200 mètres.
L'altitude minimale, 418 ou 428 mètres,, se trouve localisée à l'extrême ouest, au lieu-dit Jouque Merles, là où la Dourbie quitte la commune et entre sur celle de La Roque-Sainte-Marguerite. L'altitude maximale avec 913 ou 914 mètres, est située au nord-est, à l'ouest du lieu-dit la Claparouse.
Traversé par la route départementale (RD) 159, le bourg de Revens est situé, en distances orthodromiques, 18 kilomètres à l'est du centre-ville de Millau et 27 kilomètres à l'ouest-nord-ouest du Vigan.
À l'ouest, les principaux accès à la commune s'effectuent depuis la RD 991, sur la commune aveyronnaise de Nant.

### Communes limitrophes
Seules trois communes entourent Revens : Lanuéjols au nord-est et à l'est, et deux communes du département de l'Aveyron : Nant au sud et au sud-ouest ainsi que La Roque-Sainte-Marguerite au nord-ouest et au nord.
Au sud-est, son territoire est distant de moins de 500 mètres de celui de Trèves.

### Climat
Pour des articles plus généraux, voir Climat de l'Occitanie et Climat du Gard.
En 2010, le climat de la commune est de type climat des marges montargnardes, selon une étude s'appuyant sur une série de données couvrant la période 1971-2000. En 2020, Météo-France publie une typologie des climats de la France métropolitaine dans laquelle la commune est exposée à un climat de montagne ou de marges de montagne et est dans la région climatique Sud-est du Massif Central, caractérisée par une pluviométrie annuelle de 1 000 à 1 500 mm, minimale en été, maximale en automne.
Pour la période 1971-2000, la température annuelle moyenne est de 9,7 °C, avec une amplitude thermique annuelle de 15,7 °C. Le cumul annuel moyen de précipitations est de 1 236 mm, avec 10,7 jours de précipitations en janvier et 5,2 jours en juillet. Pour la période 1991-2020, la température moyenne annuelle observée sur la station météorologique la plus proche, située sur la commune de Saint-Sauveur-Camprieu à 15 km à vol d'oiseau, est de 8,6 °C et le cumul annuel moyen de précipitations est de 1 474,9 mm,. Pour l'avenir, les paramètres climatiques de la commune estimés pour 2050 selon différents scénarios d'émission de gaz à effet de serre sont consultables sur un site dédié publié par Météo-France en novembre 2022.

### Milieux naturels et biodiversité

#### Réseau Natura 2000

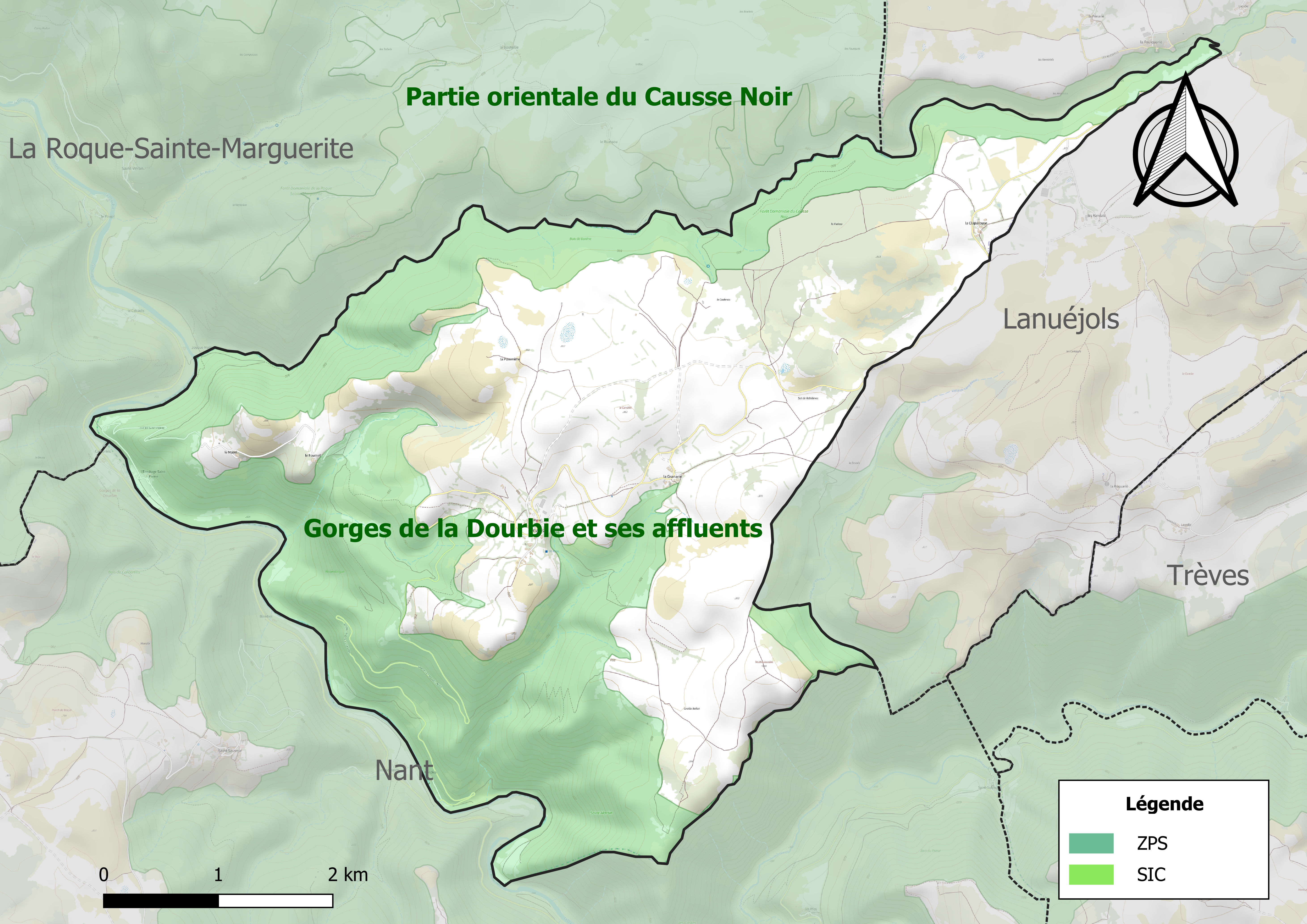
Site Natura 2000 sur le territoire communal.

Le réseau Natura 2000 est un réseau écologique européen de sites naturels d'intérêt écologique élaboré à partir des directives habitats et oiseaux, constitué de zones spéciales de conservation (ZSC) et de zones de protection spéciale (ZPS).
Un site Natura 2000 a été défini sur la commune au titre de la directive habitats :
- Les « gorges de la Dourbie », d'une superficie de 7 087 ha, un magnifique ensemble de gorges avec parois et corniches calcaires dont la végétation est formée de pelouses xérothermiques, de landes (parcours à ovins), de taillis de chênes pubescents, de hêtres et de pins sylvestres[10] et trois au titre de la directive oiseaux[9] :
- le « causse Noir », d'une superficie de 6 192 ha. Il doit son originalité au maintien de pelouses et de milieux ouverts à Mésobromion et Xérobromion, et de milieux dolomitiques à Armerion junceae. De nombreuses espèces de chauves-souris, dont certaines d'intérêt communautaire, fréquentent ces lieux[11] ;
- Les « gorges de la Dourbie et causses avoisinants », d'une superficie de 28 057 ha, qui comprennent une grande partie du Causse noir, du Causse du Larzac et du Causse Bégon, ainsi que les gorges qui les séparent. Sept espèces de l'annexe 1 se reproduisent sur le site, parmi lesquelles huit espèces de rapaces[12] ;
- le « causse Noir », d'une superficie de 6 103 ha. Ce site accueille la plupart des espèces caractéristiques des pelouses sèches méditerranéennes. Il constitue également une zone d'alimentation privilégiée pour les grands rapaces rupestres qui nichent dans les canyons qui entourent le causse (gorges de la Dourbie, du Tarn, de la Jonte) : le Faucon pèlerin, le Vautour fauve, le Vautour moine, le Hibou grand-duc sont régulièrement vus en chasse sur le Causse[13] ;

#### Zones naturelles d'intérêt écologique, faunistique et floristique
L’inventaire des zones naturelles d'intérêt écologique, faunistique et floristique (ZNIEFF) a pour objectif de réaliser une couverture des zones les plus intéressantes sur le plan écologique, essentiellement dans la perspective d’améliorer la connaissance du patrimoine naturel national et de fournir aux différents décideurs un outil d’aide à la prise en compte de l’environnement dans l’aménagement du territoire.
Une ZNIEFF de type 1 est recensée sur la commune :
les « gorges de la Dourbie et ses affluents » (14 060 ha), couvrant 11 communes dont 6 dans l'Aveyron et 5 dans le Gard et une ZNIEFF de type 2, : 
le « causse Noir et ses corniches » (20 863 ha), couvrant 14 communes dont 10 dans l'Aveyron, 3 dans le Gard et 1 dans la Lozère.

Carte des ZNIEFF de type 1 et 2 à Revens.
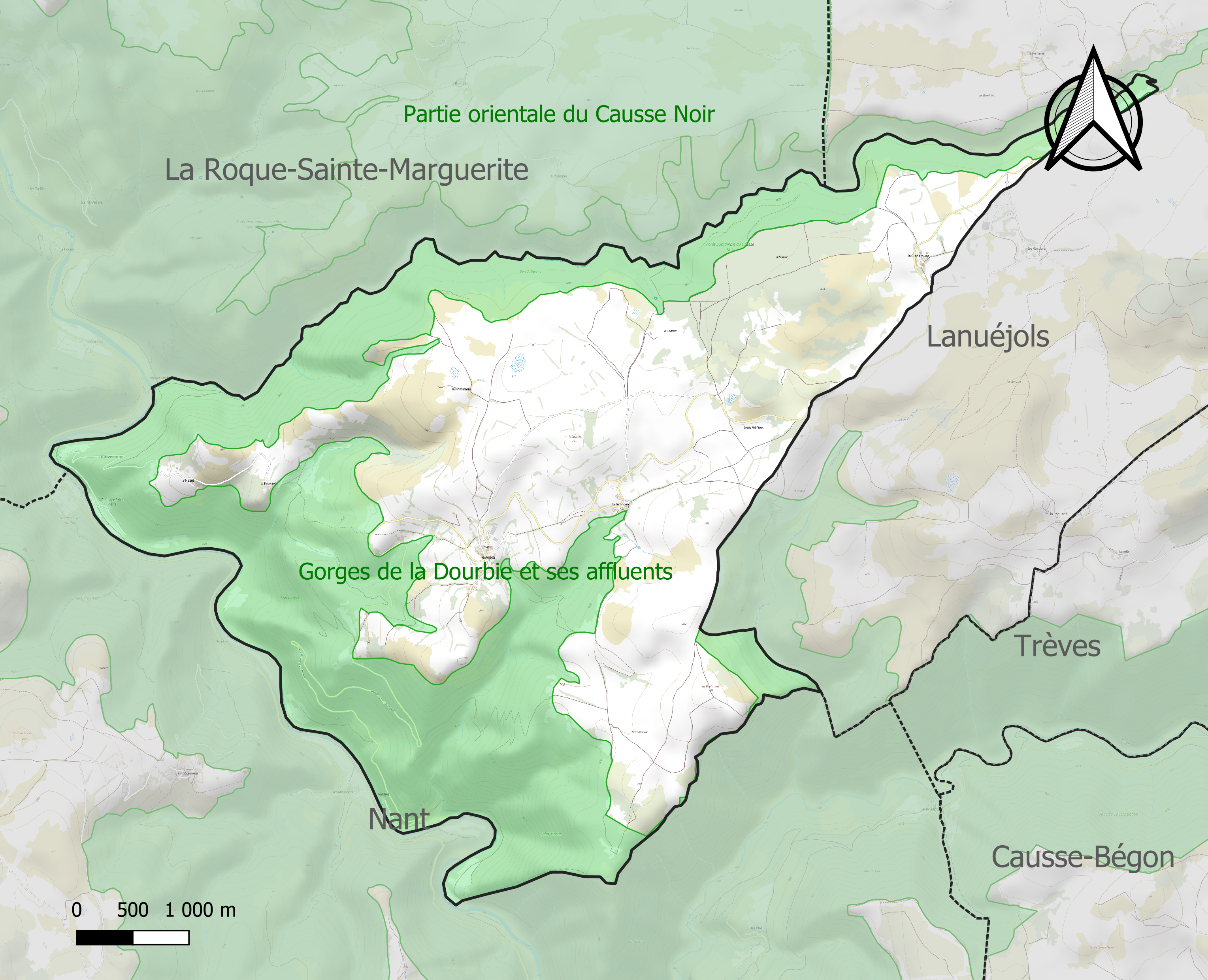
Carte de la ZNIEFF de type 1 sur la commune.
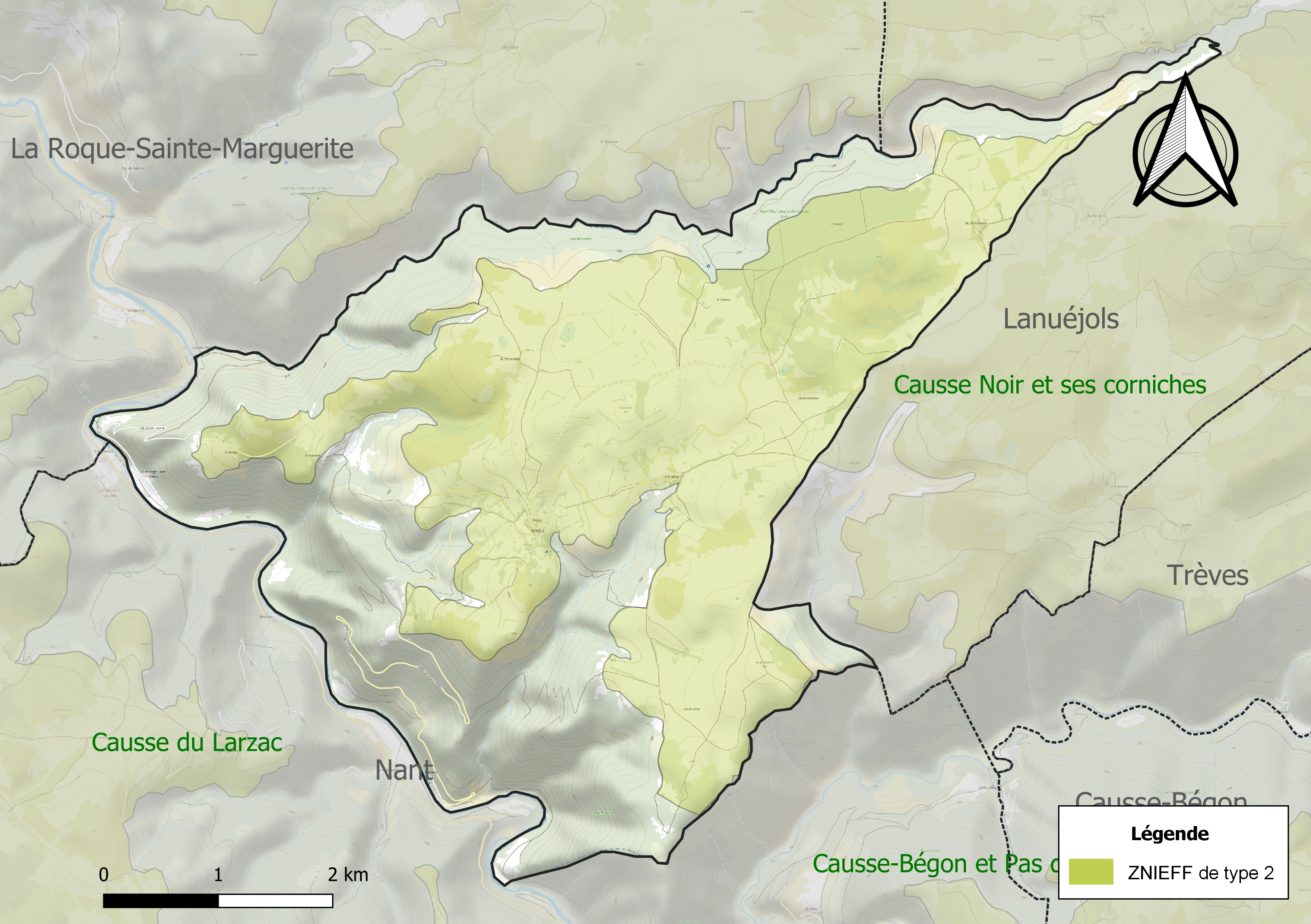
Carte de la ZNIEFF de type 2 sur la commune.

## Urbanisme

### Typologie
Au 1er janvier 2024, Revens est catégorisée commune rurale à habitat très dispersé, selon la nouvelle grille communale de densité à sept niveaux définie par l'Insee en 2022.
Elle est située hors unité urbaine et hors attraction des villes,.

### Occupation des sols
L'occupation des sols de la commune, telle qu'elle ressort de la base de données européenne d’occupation biophysique des sols Corine Land Cover (CLC), est marquée par l'importance des forêts et milieux semi-naturels (97,1 % en 2018), en augmentation par rapport à 1990 (94,2 %). La répartition détaillée en 2018 est la suivante : 
milieux à végétation arbustive et/ou herbacée (59,6 %), forêts (37,5 %), terres arables (2,1 %), prairies (0,8 %). L'évolution de l’occupation des sols de la commune et de ses infrastructures peut être observée sur les différentes représentations cartographiques du territoire : la carte de Cassini (XVIIIe siècle), la carte d'état-major (1820-1866) et les cartes ou photos aériennes de l'IGN pour la période actuelle (1950 à aujourd'hui).

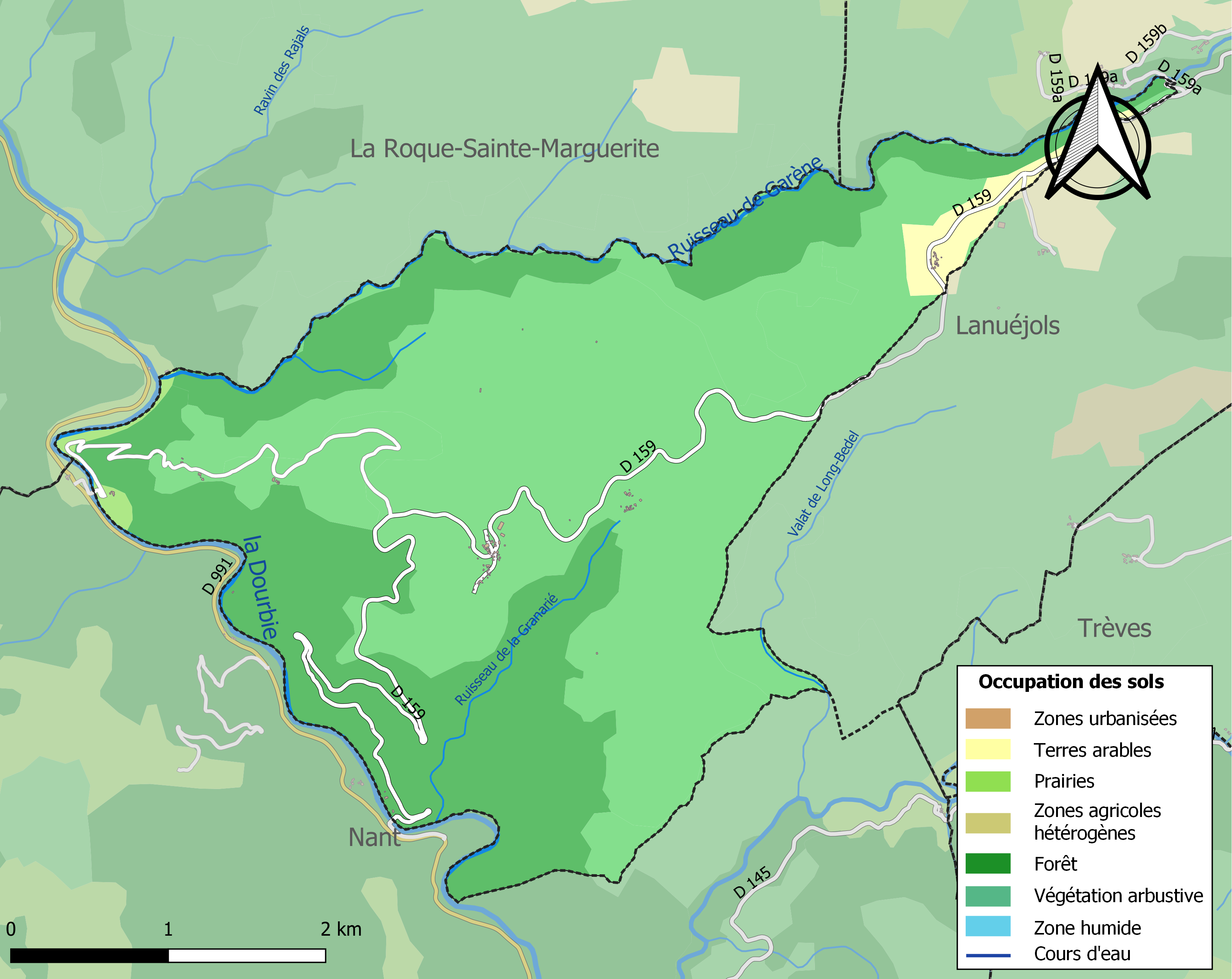
Carte des infrastructures et de l'occupation des sols de la commune en 2018 (CLC).

### Risques majeurs
Le territoire de la commune de Revens est vulnérable à différents aléas naturels : météorologiques (tempête, orage, neige, grand froid, canicule ou sécheresse), inondations, feux de forêts, mouvements de terrains et séisme (sismicité faible). Il est également exposé à un risque particulier : le risque de radon. Un site publié par le BRGM permet d'évaluer simplement et rapidement les risques d'un bien localisé soit par son adresse soit par le numéro de sa parcelle.

#### Risques naturels
Certaines parties du territoire communal sont susceptibles d’être affectées par le risque d’inondation par débordement de cours d'eau, notamment la Dourbie et le ruisseau de Garène. La commune a été reconnue en état de catastrophe naturelle au titre des dommages causés par les inondations et coulées de boue survenues en 1982, 1994 et 2003,.

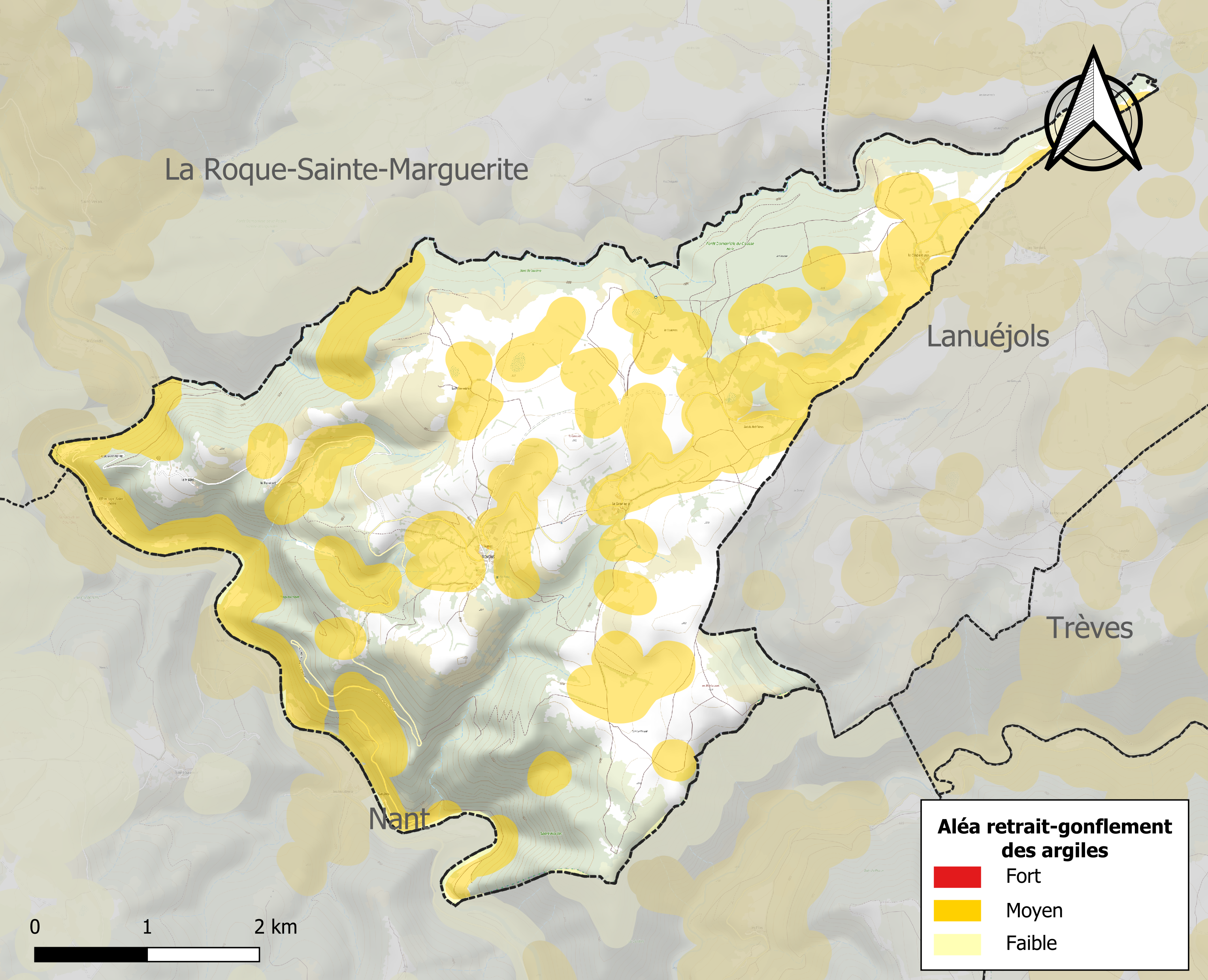
Carte des zones d'aléa retrait-gonflement des sols argileux de Revens.

La commune est vulnérable au risque de mouvements de terrains constitué principalement du retrait-gonflement des sols argileux. Cet aléa est susceptible d'engendrer des dommages importants aux bâtiments en cas d’alternance de périodes de sécheresse et de pluie. 38,7 % de la superficie communale est en aléa moyen ou fort (67,5 % au niveau départemental et 48,5 % au niveau national). Sur les 46 bâtiments dénombrés sur la commune en 2019, 32 sont en aléa moyen ou fort, soit 70 %, à comparer aux 90 % au niveau départemental et 54 % au niveau national. Une cartographie de l'exposition du territoire national au retrait gonflement des sols argileux est disponible sur le site du BRGM,.
Par ailleurs, afin de mieux appréhender le risque d’affaissement de terrain, l'inventaire national des cavités souterraines permet de localiser celles situées sur la commune.

#### Risque particulier
Dans plusieurs parties du territoire national, le radon, accumulé dans certains logements ou autres locaux, peut constituer une source significative d’exposition de la population aux rayonnements ionisants. Certaines communes du département sont concernées par le risque radon à un niveau plus ou moins élevé. Selon la classification de 2018, la commune de Revens est classée en zone 2, à savoir zone à potentiel radon faible mais sur lesquelles des facteurs géologiques particuliers peuvent faciliter le transfert du radon vers les bâtiments.

## Histoire
Revens faisait partie de la viguerie du Vigan et de Meyrueis, et du diocèse de Nîmes, archiprêtré de Meyrueis. Ce village aux allures médiévales apparaît au XIIe siècle sous le nom de Rodens. Puis son nom évolue au fil des cartulaires et autres archives. Curieusement, il disparaît des dénombrements à partir de 1384 et jusqu'au milieu du XVe siècle.

## Politique et administration

### Rattachements administratifs et électoraux
La commune fait partie de l'arrondissement du Vigan. Précédemment dépendante du canton de Trèves, elle est rattachée au canton du Vigan depuis 2015.

### Liste des maires

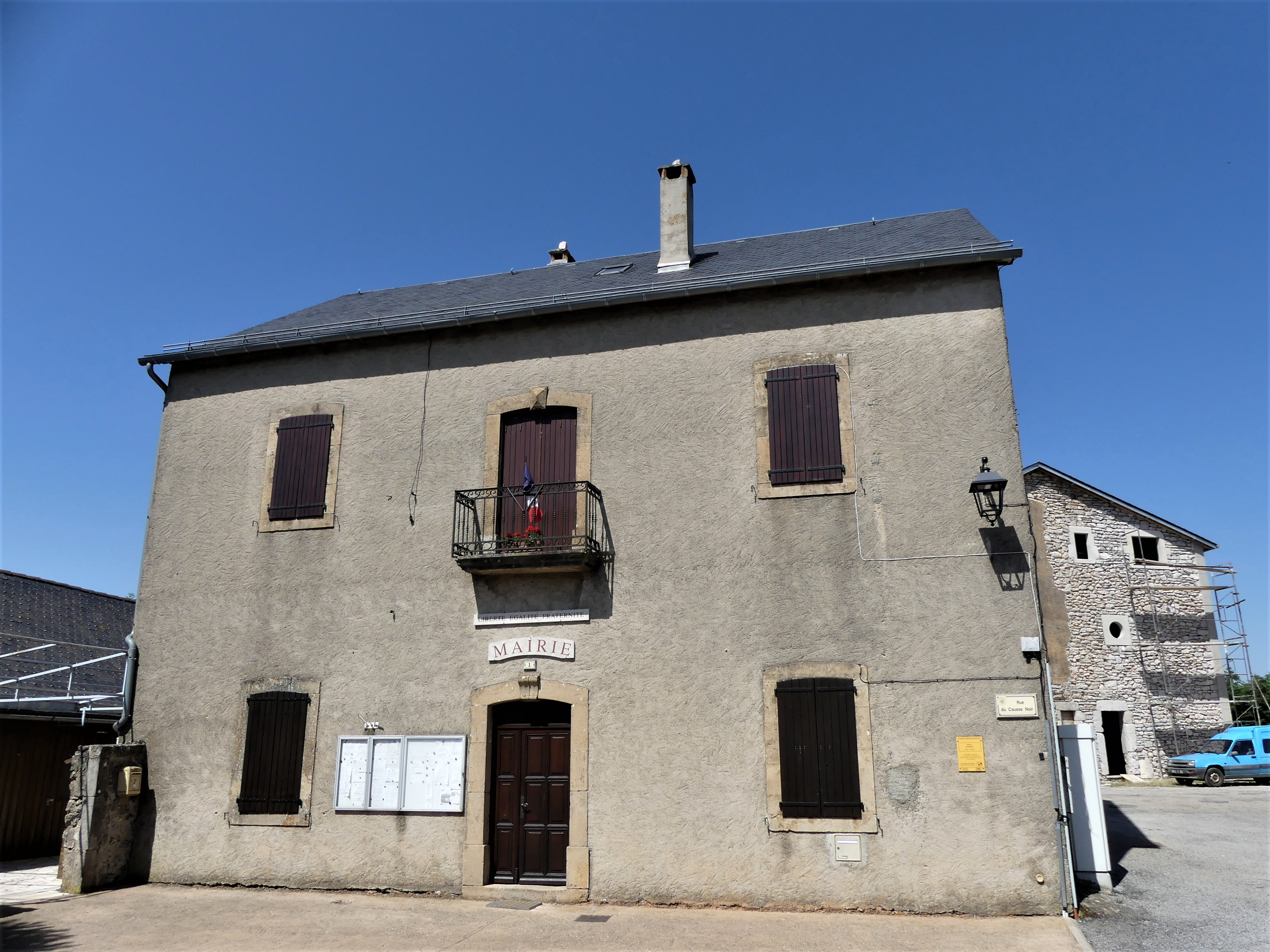
La mairie en 2019.

| Période                                  | Période   | Identité            | Étiquette | Qualité |
| ---------------------------------------- | --------- | ------------------- | --------- | ------- |
| Les données manquantes sont à compléter. |           |                     |           |         |
| 1790                                     | 1816      | Jean Jean           |           |         |
| 1816                                     | 1822      | Joseph fils Calazel |           |         |
| 1822                                     | 1824      | Jean Cartairade     |           |         |
| 1824                                     | 1830      | Joseph fils Calazel |           |         |
| 1830                                     | 1835      | Baptiste André      |           |         |
| 1835                                     | 1848      | Jean fils Jean      |           |         |
| 1848                                     | 1860      | Philippe Serbel     |           |         |
| 1860                                     | 1865      | Antoine Calazel     |           |         |
| 1865                                     | 1884      | Antoine Maille      |           |         |
| 1884                                     | 1885      | Pierre Poujol       |           |         |
| 1885                                     | 1888      | Justin Couderc      |           |         |
| 1888                                     | 1905      | Pierre Maille       |           |         |
| 1905                                     | 1909      | Auguste Mazerand    |           |         |
| 1909                                     | 1917      | Benjamin Guibal     |           |         |
| 1917                                     | 1919      | Louis Gabalda       |           |         |
| 1919                                     | 1920      | Benjamin Guibal     |           |         |
| 1920                                     | 1935      | Félix Calazel       |           |         |
| 1935                                     | 1945      | Jean André          |           |         |
| 1945                                     | 1947      | Benjamin Guibal     |           |         |
| 1947                                     | juin 1995 | André Boyer         | DVD       |         |
| juin 1995                                | 2007      | Henri Bec           |           |         |
| mars 2007 (réélue en mai 2020)           | En cours  | Madeleine Macq      |           |         |

## Démographie
L'évolution du nombre d'habitants est connue à travers les recensements de la population effectués dans la commune depuis 1793. Pour les communes de moins de 10 000 habitants, une enquête de recensement portant sur toute la population est réalisée tous les cinq ans, les populations de référence des années intermédiaires étant quant à elles estimées par interpolation ou extrapolation. Pour la commune, le premier recensement exhaustif entrant dans le cadre du nouveau dispositif a été réalisé en 2007.

En 2022, la commune comptait 31 habitants, en évolution de +40,91 % par rapport à 2016 (Gard : +2,97 %, France hors Mayotte : +2,11 %).
| 1793 | 1800 | 1806 | 1821 | 1831 | 1836 | 1841 | 1846 | 1851 |
| ---- | ---- | ---- | ---- | ---- | ---- | ---- | ---- | ---- |
| 160  | 158  | 219  | 242  | 290  | 291  | 261  | 273  | 243  |

| 1856 | 1861 | 1866 | 1872 | 1876 | 1881 | 1886 | 1891 | 1896 |
| ---- | ---- | ---- | ---- | ---- | ---- | ---- | ---- | ---- |
| 198  | 192  | 191  | 198  | 198  | 212  | 216  | 204  | 193  |

| 1901 | 1906 | 1911 | 1921 | 1926 | 1931 | 1936 | 1946 | 1954 |
| ---- | ---- | ---- | ---- | ---- | ---- | ---- | ---- | ---- |
| 168  | 157  | 136  | 106  | 114  | 80   | 73   | 55   | 39   |

| 1962 | 1968 | 1975 | 1982 | 1990 | 1999 | 2006 | 2007 | 2012 |
| ---- | ---- | ---- | ---- | ---- | ---- | ---- | ---- | ---- |
| 39   | 36   | 27   | 17   | 30   | 24   | 28   | 28   | 27   |

| 2017 | 2022 | - | - | - | - | - | - | - |
| ---- | ---- | - | - | - | - | - | - | - |
| 21   | 31   | - | - | - | - | - | - | - |

Revens est, avec 21 habitants en 2017, la deuxième commune la moins peuplée du département du Gard, derrière Causse-Bégon (20 habitants).

## Économie

### Emploi
|                | 2008   | 2013   | 2018 |
| -------------- | ------ | ------ | ---- |
| Commune        | 5,9 %  | 15,8 % | 0 %  |
| Département    | 10,6 % | 12 %   | 12 % |
| France entière | 8,3 %  | 10 %   | 10 % |

En 2018, la population âgée de 15 à 64 ans s'élève à 11 personnes, parmi lesquelles on compte 81,8 % d'actifs (81,8 % ayant un emploi et 0 % de chômeurs) et 18,2 % d'inactifs,. Depuis 2008, le taux de chômage communal (au sens du recensement) des 15-64 ans est inférieur à celui de la France et du département.
La commune est hors attraction des villes,. Elle compte 4 emplois en 2018, contre 7 en 2013 et 6 en 2008. Le nombre d'actifs ayant un emploi résidant dans la commune est de 9, soit un indicateur de concentration d'emploi de 44,8 % et un taux d'activité parmi les 15 ans ou plus de 52,9 %.
Sur ces 9 actifs de 15 ans ou plus ayant un emploi, 3 travaillent dans la commune, soit 33 % des habitants. Pour se rendre au travail, la totalité des habitants utilise un véhicule personnel ou de fonction à quatre roues.

### Activités hors agriculture
Un seul établissement relevant d’une activité hors champ de l’agriculture est implanté  à Revens au 31 décembre 2019.

### Agriculture
|               | 1988 | 2000 | 2010 | 2020 |
| ------------- | ---- | ---- | ---- | ---- |
| Exploitations | 6    | 2    | 1    | 2    |
| SAU (ha)      | 677  | 550  | 210  | 478  |

La commune est dans le Causse Noir, une petite région agricole concernant six communes à l'extrême-ouest du département du Gard. En 2020, l'orientation technico-économique de l'agriculture  sur la commune est l'élevage d'ovins ou de caprins. Deux exploitations agricoles ayant leur siège dans la commune sont dénombrées lors du recensement agricole de 2020 (six en 1988). La superficie agricole utilisée est de 478 ha,,.

## Culture locale et patrimoine

### Lieux et monuments
Témoignages du passé préhistorique de la région, sur le territoire communal ont été répertoriés le dolmen de Revens ainsi que deux menhirs : le menhir du Triadou et le menhir de Revens. Les menhirs isolés ne sont pas rares sur les causses mais aucun n'a jamais livré le secret de sa fonction, de sa signification culturelle. Ce menhir-là est battu par les vents, délité par le gel, lessivé par la pluie. Il s'érode au fil du temps comme en témoignent les brisures dispersées au sol autour de lui. À l'origine, il devait donc être plus élevé
- Église Saint-Pierre de Revens.
- Chapelle de l'ermitage Saint-Pierre de Revens. (ancienne église Saint-Pierre).

Commencée au début du XIXe siècle, l'édification de l'église Saint-Pierre de Revens verra son achèvement par la construction du clocher en 1889. Elle a remplacé l'ancienne église Saint-Pierre — devenue aujourd'hui la chapelle de l'ermitage Saint-Pierre —, ancienne paroisse située au bord de la Dourbie, en rive droite, très excentrée par rapport aux fermes et hameaux de la commune.

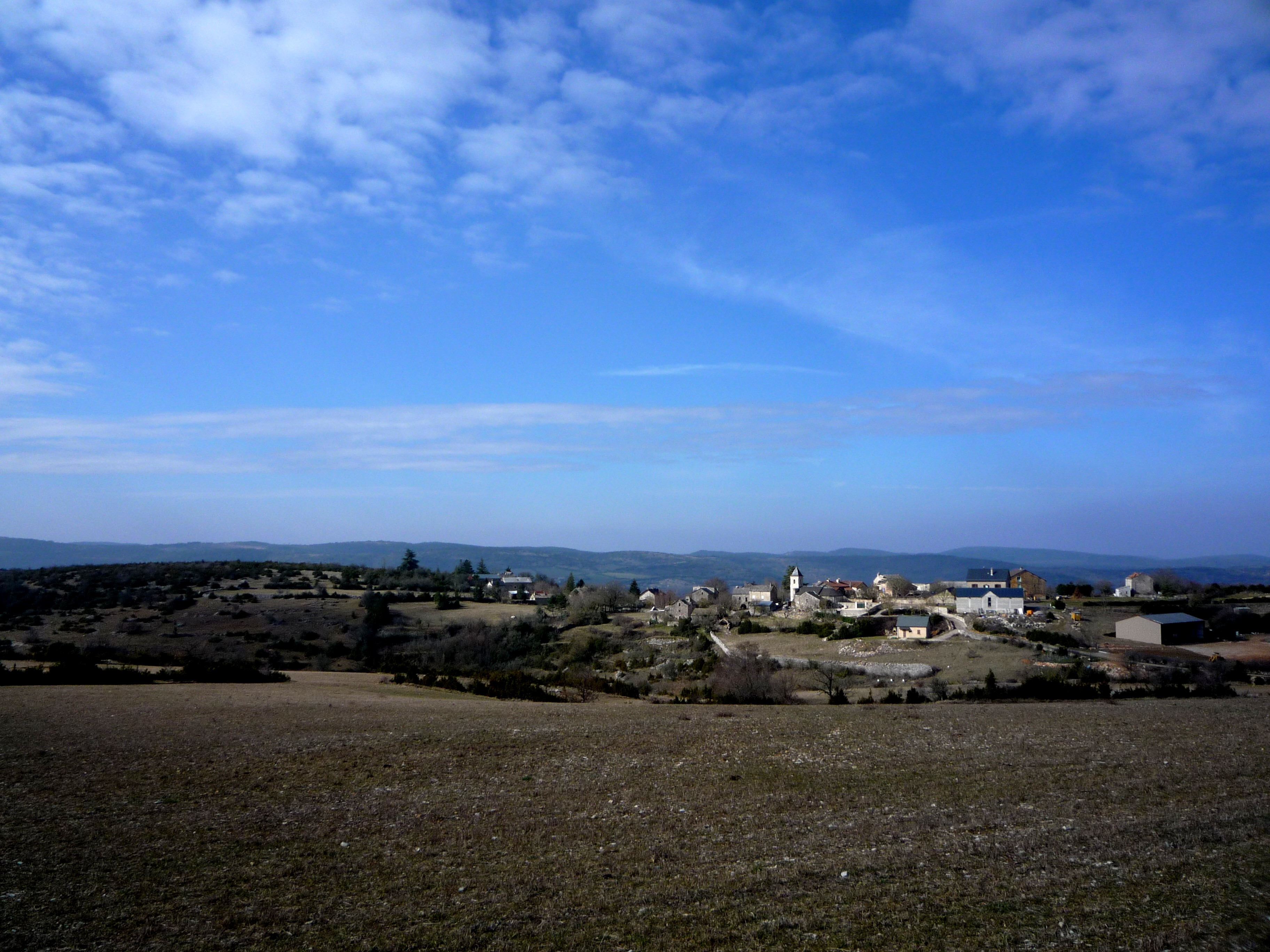
Le bourg de Revens sur le causse Noir.
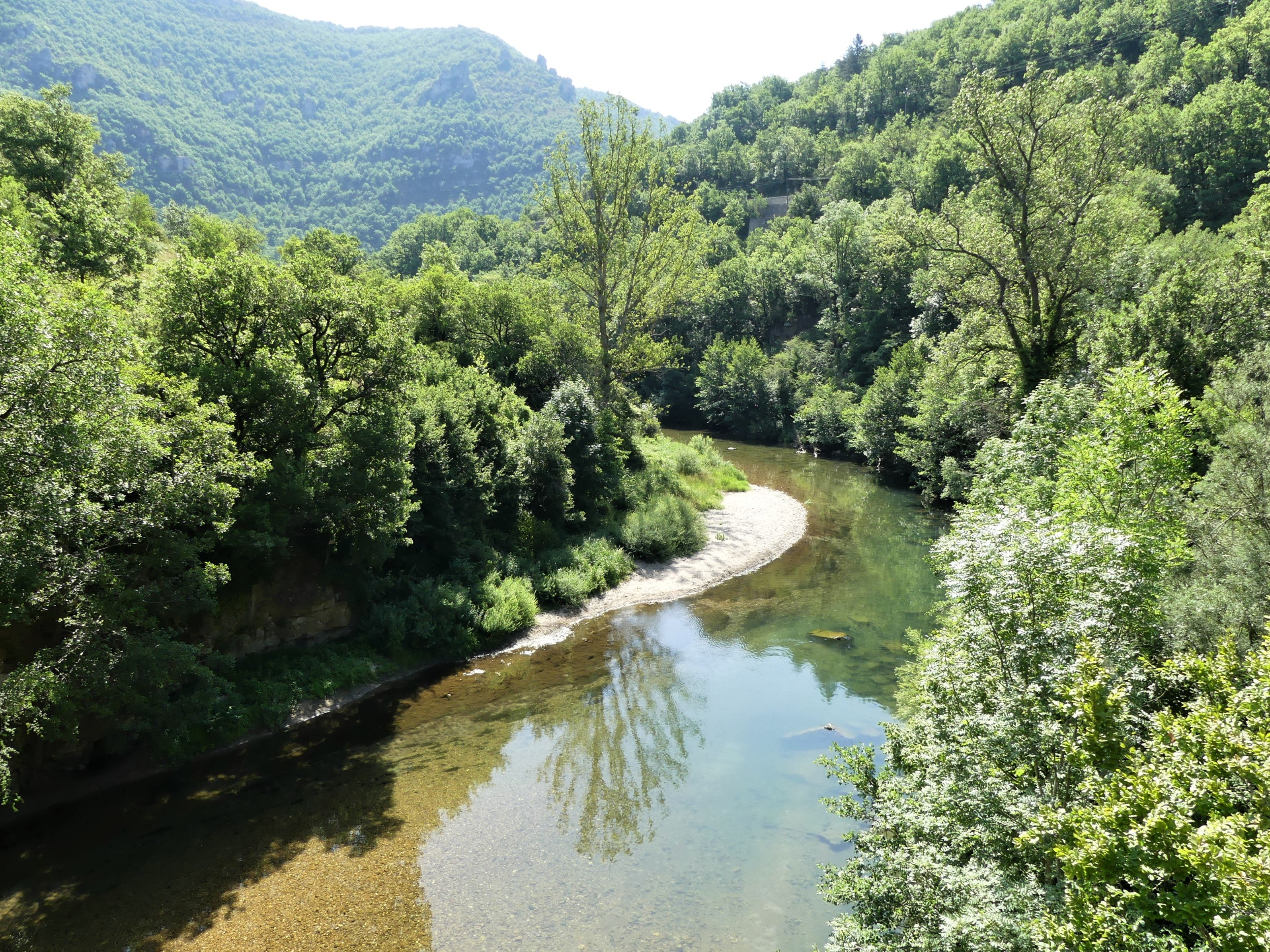
Les gorges de la Dourbie au pont de Gardies, entre Revens (à gauche) et Nant (à droite).
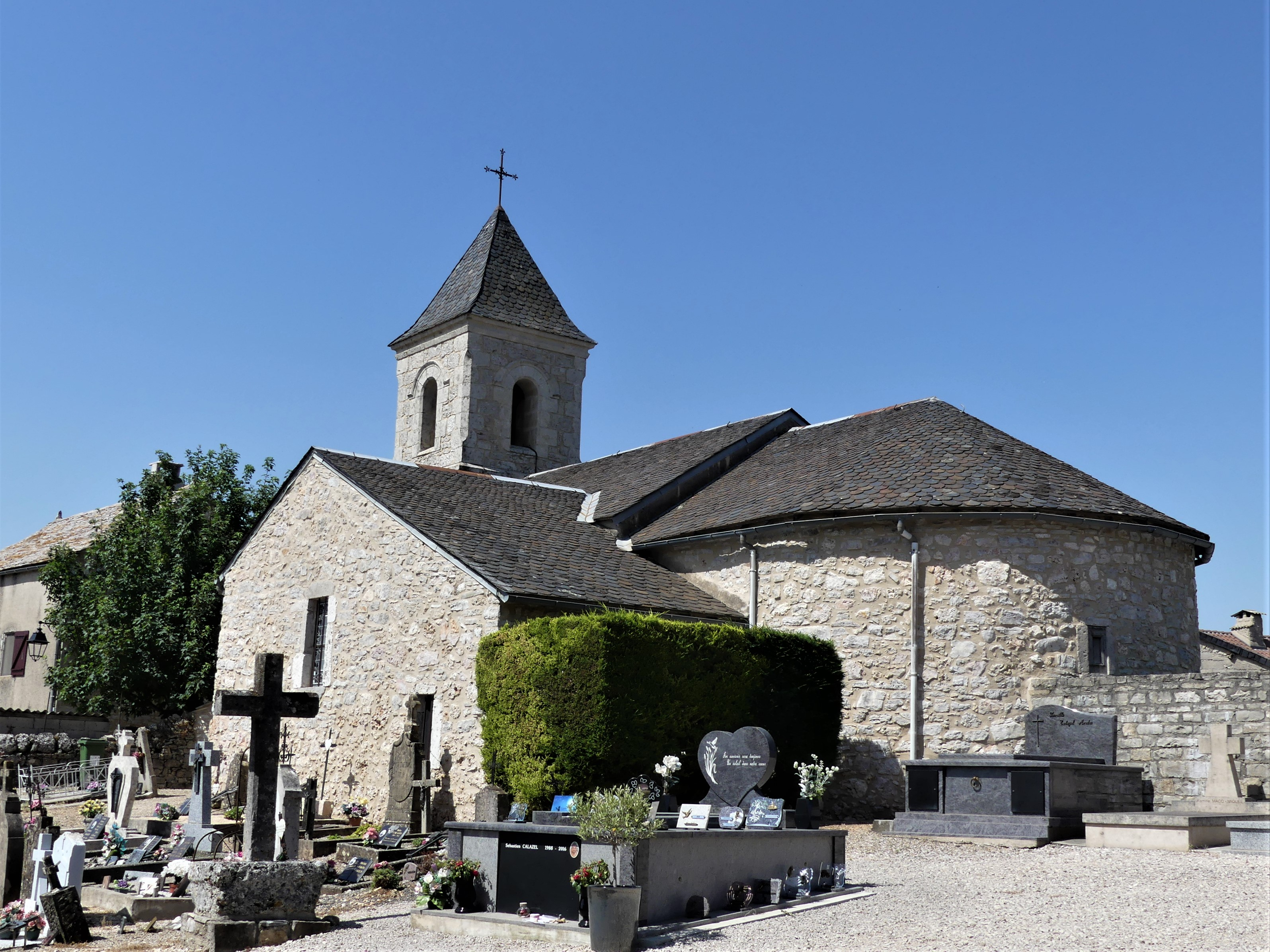
L'église Saint-Pierre et son cimetière.
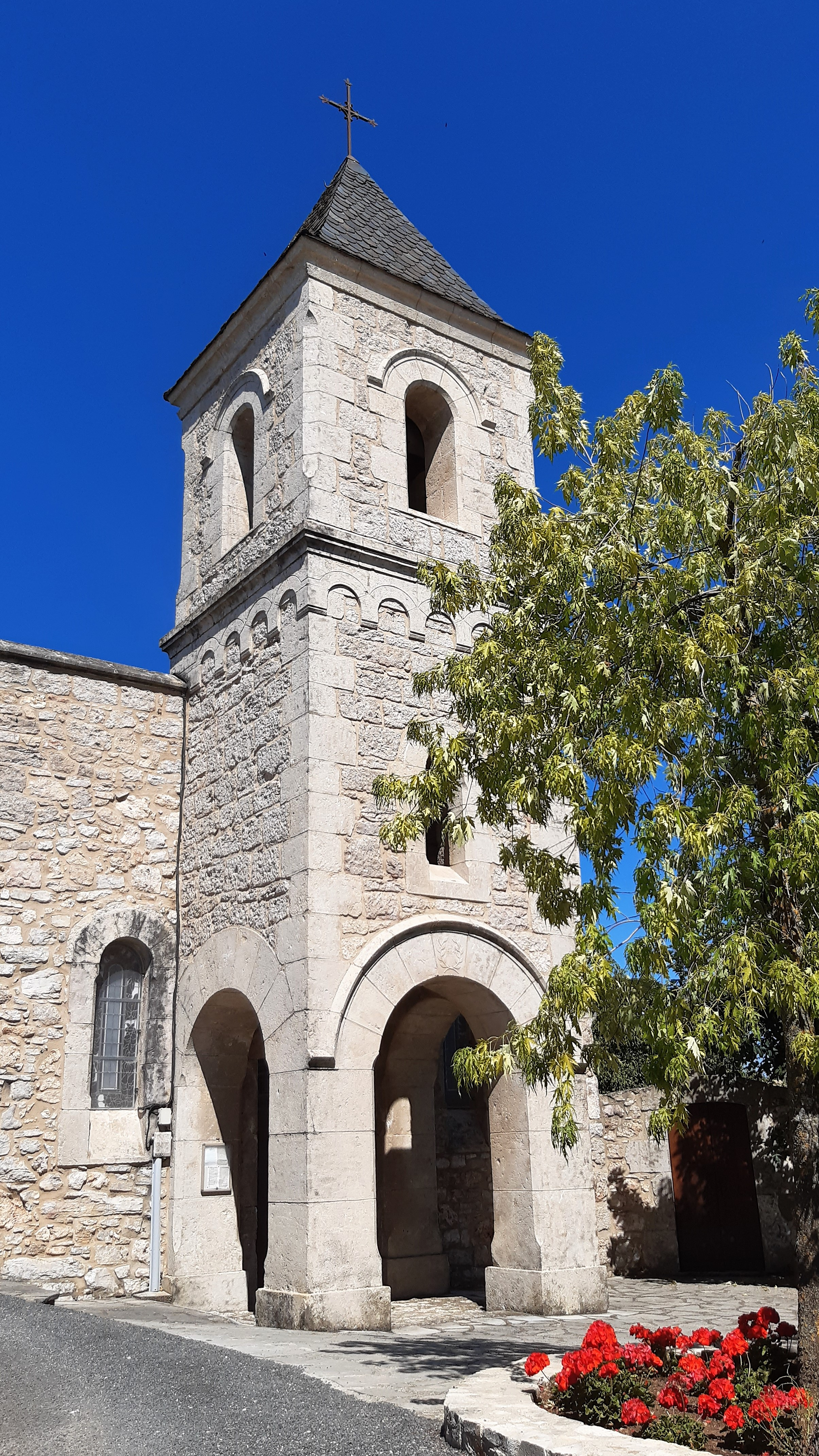
Clocher de l'église Saint-Pierre
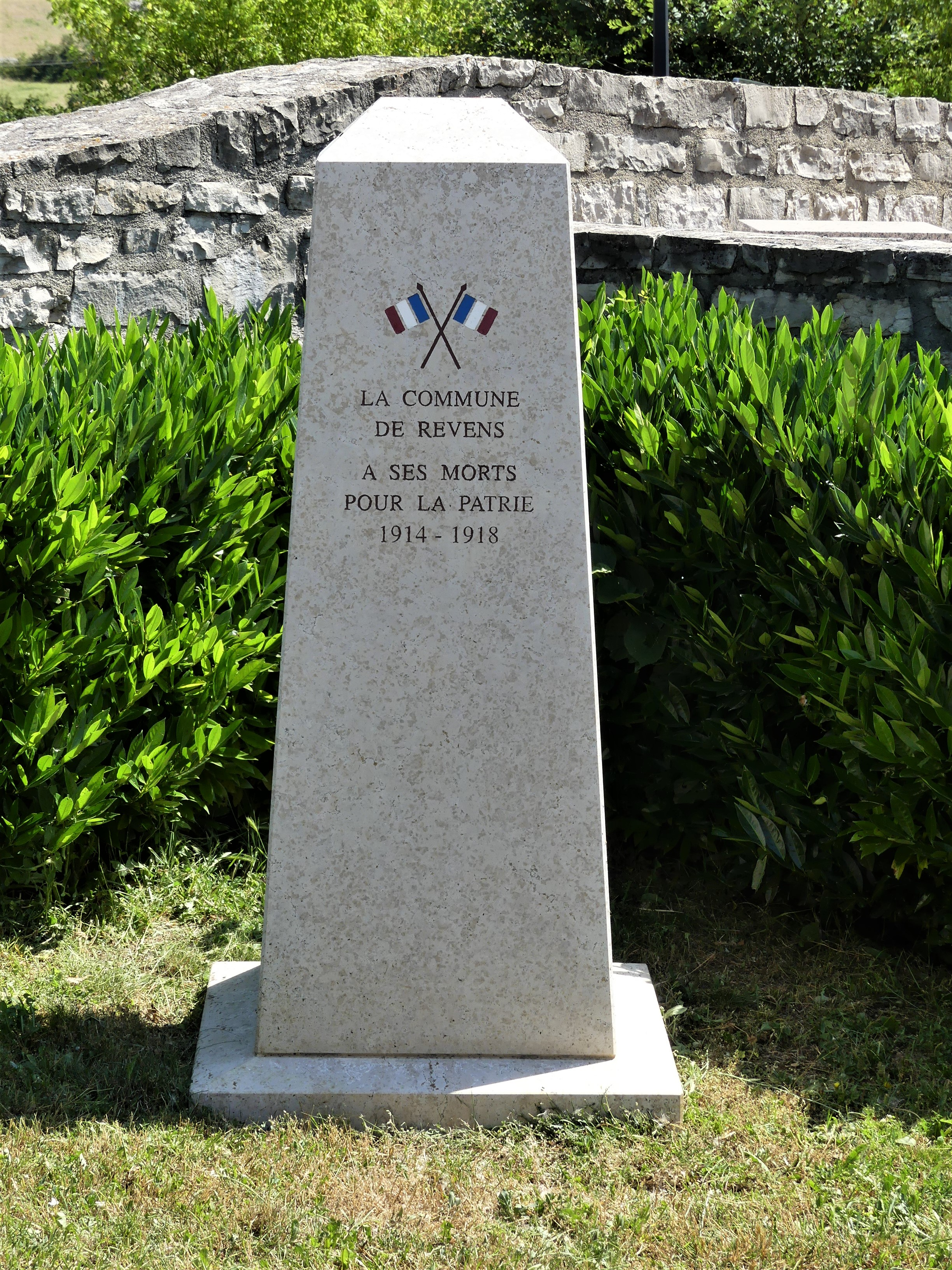
Le monument aux morts.

### Héraldique
Pour un article plus général, voir Armorial des communes du Gard.
| Blason de Revens | Blason  | D'argent, à un sautoir de gueules cantonné de quatre tourteaux identiques. |
| Blason de Revens | Détails | Le statut officiel du blason reste à déterminer.                           |